# 二ヨウ化クロム
二ヨウ化クロム（にようかクロム、羅:Chromium diiodatum, Chromii diiodidum）は、化学式CrI2の無機化合物であり、沃化クロム(Ⅱ)に相当するクロムのヨウ化物である。

## 製造
二ヨウ化クロムは、クロムとヨウ素の化合反応によって製造される。 
Cr + I2 → CrI2
三ヨウ化クロムを水素で還元する事によっても得られる。
2 CrI3 + H2 → 2 CrI2 + 2 HI

## 関連
塩化クロム（二塩化クロム、三塩化クロム、四塩化クロム）
ヨウ化クロム（二ヨウ化クロム、三ヨウ化クロム）
酸化クロム（酸化クロム(II)、酸化クロム(III)、酸化クロム(IV)、酸化クロム(VI)）